# Калондек
Калондек (пол. Kałądek) — село в Польщі, у гміні Велень Чарнковсько-Тшцянецького повіту Великопольського воєводства.
Населення — 109 осіб (2011).
У 1975-1998 роках село належало до Пільського воєводства.

## Демографія
Демографічна структура станом на 31 березня 2011 року:
|          | Загалом | Допрацездатний вік | Працездатний вік | Постпрацездатний вік |
| -------- | ------- | ------------------ | ---------------- | -------------------- |
| Чоловіки | 47      | 11                 | 34               | 2                    |
| Жінки    | 62      | 17                 | 35               | 10                   |
| Разом    | 109     | 28                 | 69               | 12                   |